# 九龍巴士W2線
九龍巴士W2線是香港一條九龍市區巴士路線，由九龍巴士（一九三三）有限公司營辦，於2018年9月23日起投入服務，循環來往佐敦（西九龍站）及觀塘，全程收費為$6.4。W2線取道佐敦道、東九龍走廊及啟德隧道往返佐敦及九龍東，於觀塘區依次途經九龍灣商貿區、觀塘商貿區、觀塘市中心、藍田站及麗港城，最後經觀塘繞道返回佐敦。

## 歷史
為配合廣深港高速鐵路香港段於2018年9月通車，運輸署於2017年11月向區議會遞交《廣深港高速鐵路西九龍站的本地公共交通服務安排》，建議開辦3條「點對點」的全新特快巴士路線來往香港西九龍站，以方便乘客接駁高速鐵路，並以招标的形式決定營運該路線的巴士公司。此路線為其中一條獲建議開辦的路線，當時建議的走線為從觀塘站公共運輸交匯處開出，途經觀塘繞道、啟德隧道及東九龍走廊接駁香港西九龍站，並只於藍田站及九龍灣國際展貿中心設有中途站，以為乘客提供來往兩地的特快服務。
2018年7月，運輸署宣佈此路線由九龍巴士投得，並獲編號為「W2」。於廣深港高速鐵路香港段通車前，港鐵於2018年9月1日及2日於香港西九龍站舉行開放日，九巴於該兩天特別提供與W2線停站相若，來往觀塘站及九龍站X215特別路線，方便往來香港西九龍站開放日參觀的市民。隨著廣深港高速鐵路香港段於2018年9月23日通車，高鐵香港西九龍站於當日正式啟用，W2線亦隨即於當日起投入服務。同年12月23日起，W2線往西九龍站方向增停九龍佑寧堂和麗港公園，而往觀塘站方向則增停佐敦志和街分站。
2020年，2019冠狀病毒病疫情蔓延至香港，廣深港高速鐵路香港段於1月30日開始暫停服務，香港西九龍站亦於同日起關閉，W2線則因應此安排暫停服務，而在W2線暫停服務期間，油尖旺區議會曾要求此線在香港西九龍站關閉期間恢復服務，但遭運輸署及九巴拒絕。因應觀塘站公共運輸交匯處用地需用作興建公務員學院，運輸署、市區重建局及九巴於2020年建議W2線觀塘端總站遷往當時興建中的裕民坊公共運輸交匯處，雖然該公共運輸交匯處於2021年4月2日啟用，但此線並未有如期遷入。運輸署及九巴於2022年11月改為建議此線以循環線運作，以配合觀塘站公共運輸交匯處即將永久封閉，但未有提供詳情。2019冠狀病毒病疫情於2023年起緩和，運輸署及九巴正式建議W2線改為循環線運作，新路線會以西九龍站作總站，觀塘一帶依次途經觀塘商貿區、觀塘市中心、藍田站及麗港城，不入觀塘站公共運輸交匯處，同時增設特別班次，每日05:20、05:55及06:25由創紀之城開往西九龍站，而每日23:00或之後的班次則以麗港公園為終點。廣深港高速鐵路香港段於同年1月15日起恢復運作，W2線亦隨即於當日起重新提供服務並按建議改為循環線運作，惟由佐敦（西九龍站）開出之服務時間臨時調整至每日06:25至23:25直至另行通知，最後兩個班次以麗港公園為終點。2025年5月26日起，此路線縮短服務時間，由佐敦（西九龍站）開出之循環班次服務時間為06:00至20:00，由佐敦（西九龍站）開出並以麗港公園為終點之班次服務時間為20:30及21:30，由創紀之城開出時間為05:20及05:50；同時往觀塘方向增停佐敦道「佐敦上海街」站，往佐敦（西九龍站）方向則增停佐敦道「佐敦白加士街」及「佐敦炮台街」站。

## 服務時間及班次
W2線所有常規班次均於佐敦（西九龍站）開出，並於每日清晨至晚間提供服務，當中每日最後兩個由佐敦（西九龍站）開出的班次以偉發道近麗港公園為終點站，列表如下：
| 佐敦（西九龍站）開 | 佐敦（西九龍站）開 | 佐敦（西九龍站）開 |
| 服務時間 （每日）  | 班次 （分鐘）      |                    |
| ------------------ | ------------------ | ------------------ |
| 06:00－20:30       | 30                 |                    |
| 21:30              |                    |                    |

此外，W2線於每日05:20和05:50提供兩個特別班次由觀塘道近創紀之城單向開往佐敦（西九龍站）。

## 收費
W2線全程收費為$6.4，一律不設任何分段收費。
W2線設有12歲以下小童及65歲或以上長者半價優惠，當中60歲－64歲香港居民、65歲或以上長者與合資格殘疾人士如以指定八達通繳付W2線的車資，均可享有長者及合資格殘疾人士公共交通票價優惠計劃提供的$2票價優惠。乘客登車時需以現金或八達通卡繳付車資，不設找贖；而每位成人乘客可免費帶同最多兩名四歲以下而且不佔座位的兒童乘車。此外，乘客亦可透過多元化電子支付系統（e度嘟）繳付車資，乘客使用此付款方式不能享有與非九巴／龍運路線之轉乘優惠，亦不能享有「公共交通費用補貼計劃」及「長者及合資格殘疾人士乘車優惠計劃」。此外，乘客可於西九龍站巴士總站或尖沙咀碼頭巴士總站顧客服務中心以八達通卡繳付$11.5購買2張預售單程車票。

## 使用車輛
W2線開辦之初，九巴派出Enviro500 MMC 12米（ATENU）行走，2019年起改派設有行李架的富豪B8L 12米（V6B），合共派出6輛雙層空調巴士行走。

## 行車路線
W2線所有常規班次均由佐敦（西九龍站）開出，途經海泓道、匯民道、佐敦道、加士居道、漆咸道南、漆咸道北、東九龍走廊、啟德隧道、啟福道、偉業街、勵業街、觀塘道、鯉魚門道（東行）、迴旋處、鯉魚門道（西行）、偉發道、觀塘繞道、啟福道、啟德隧道、東九龍走廊、漆咸道北、漆咸道南、加士居道、佐敦道、匯民道及海泓道折返佐敦（西九龍站），具體停站請參考資訊框。

## 使用狀況
運輸及房屋局於2019年4月的立法會財務委員會會議回覆時任立法會議員林卓廷時，表示W2線開辦首天下午3至4時往香港西九龍站及觀塘站方向的載客率分別為34%及35%；而運輸署亦曾於2018年11月9日進行調查，當天W2線上午7至8時往香港西九龍站方向的載客率為20%，下午6至7時往觀塘站方向的載客率為38%。另一名時任立法會議員區諾軒表示此路線的使用率低於30%，促請運輸署考慮重組路線。

## 圖集

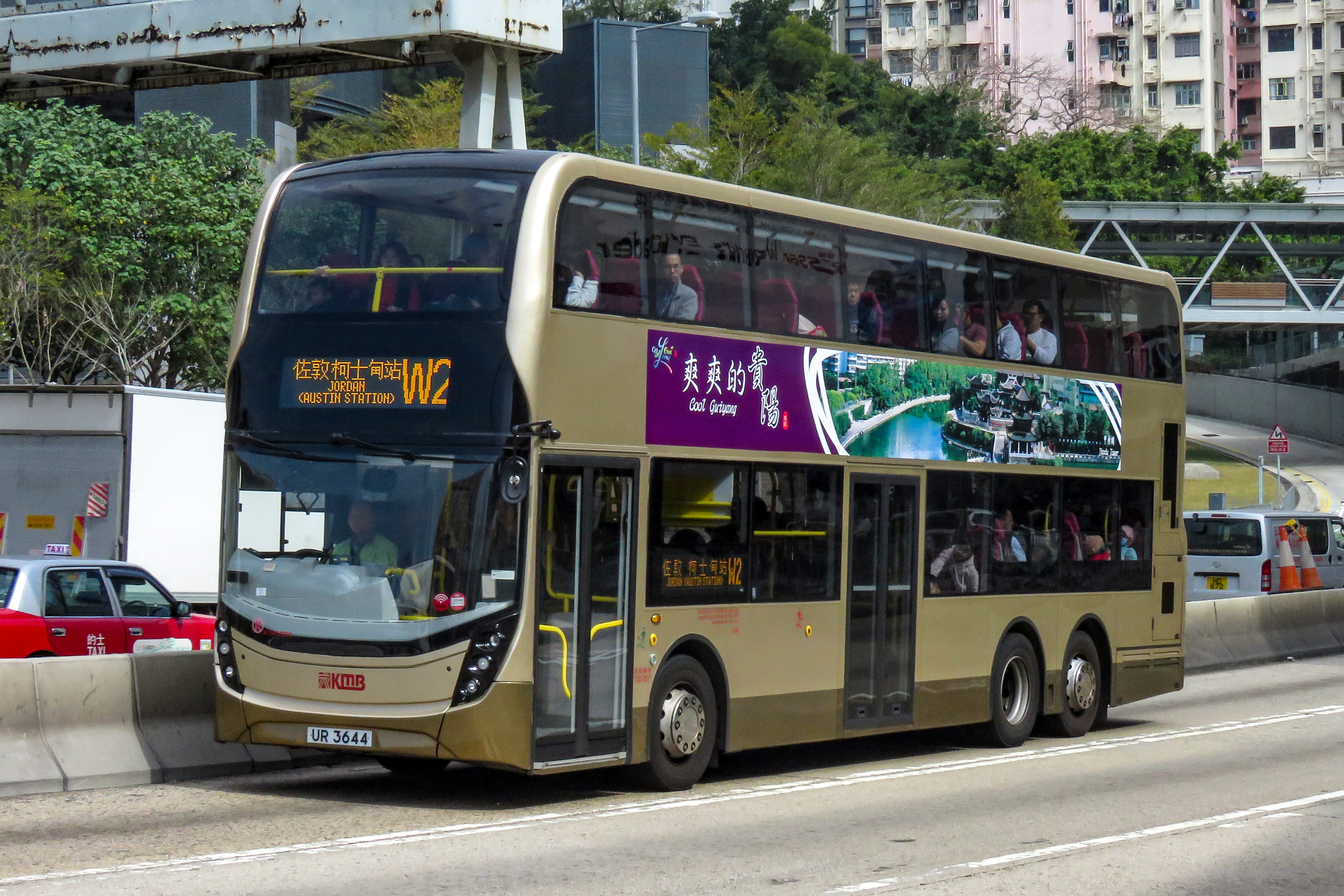
W2線途經漆咸道北
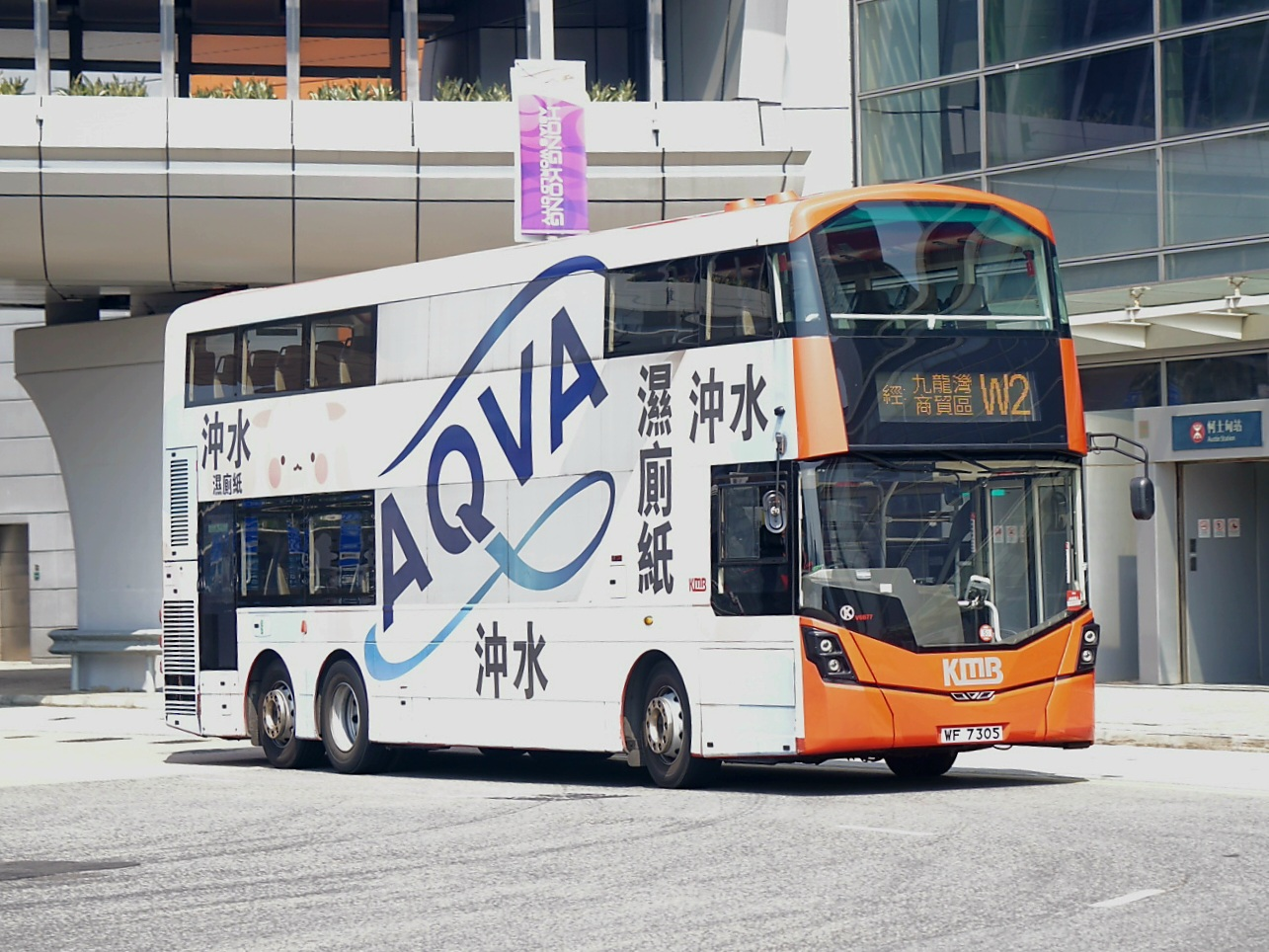
W2線設有電牌轉頁「經：九龍灣商貿區」
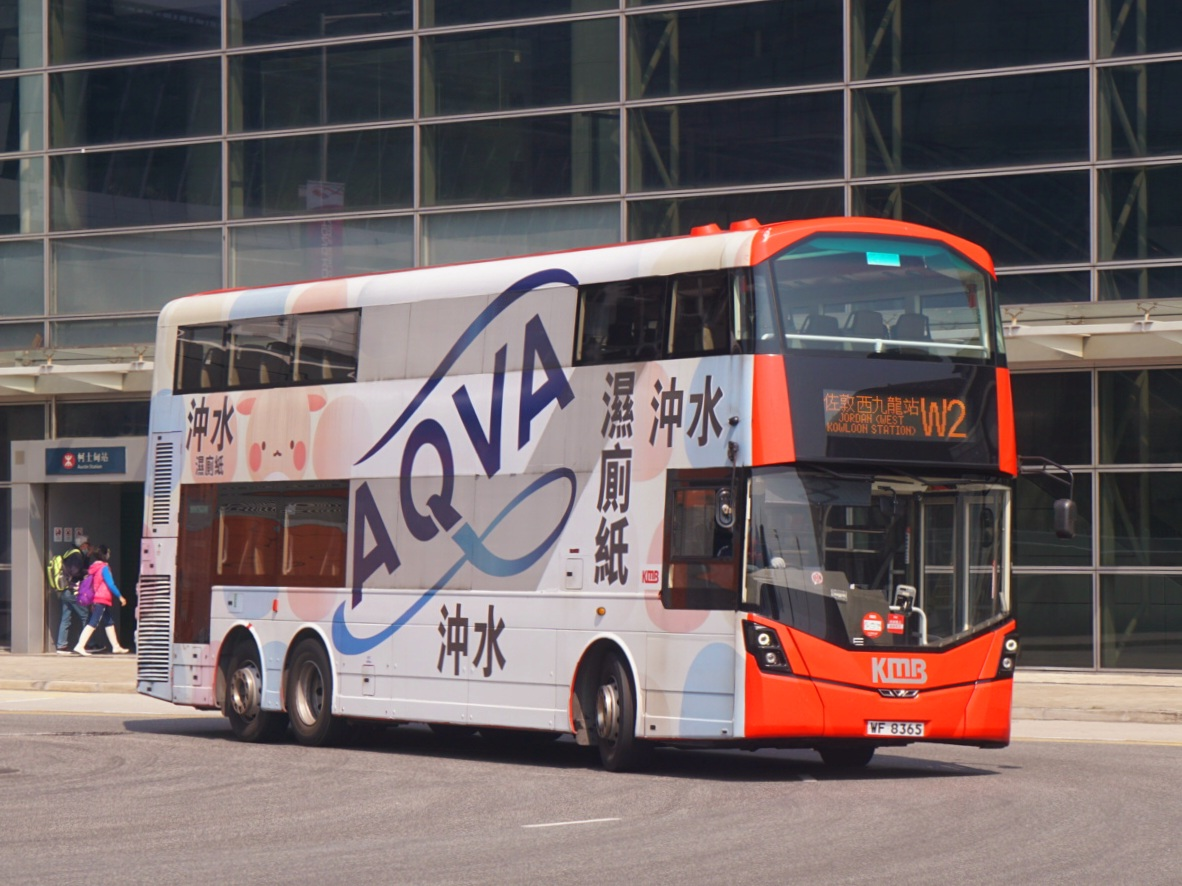
W2線駛經西九龍站上落客區
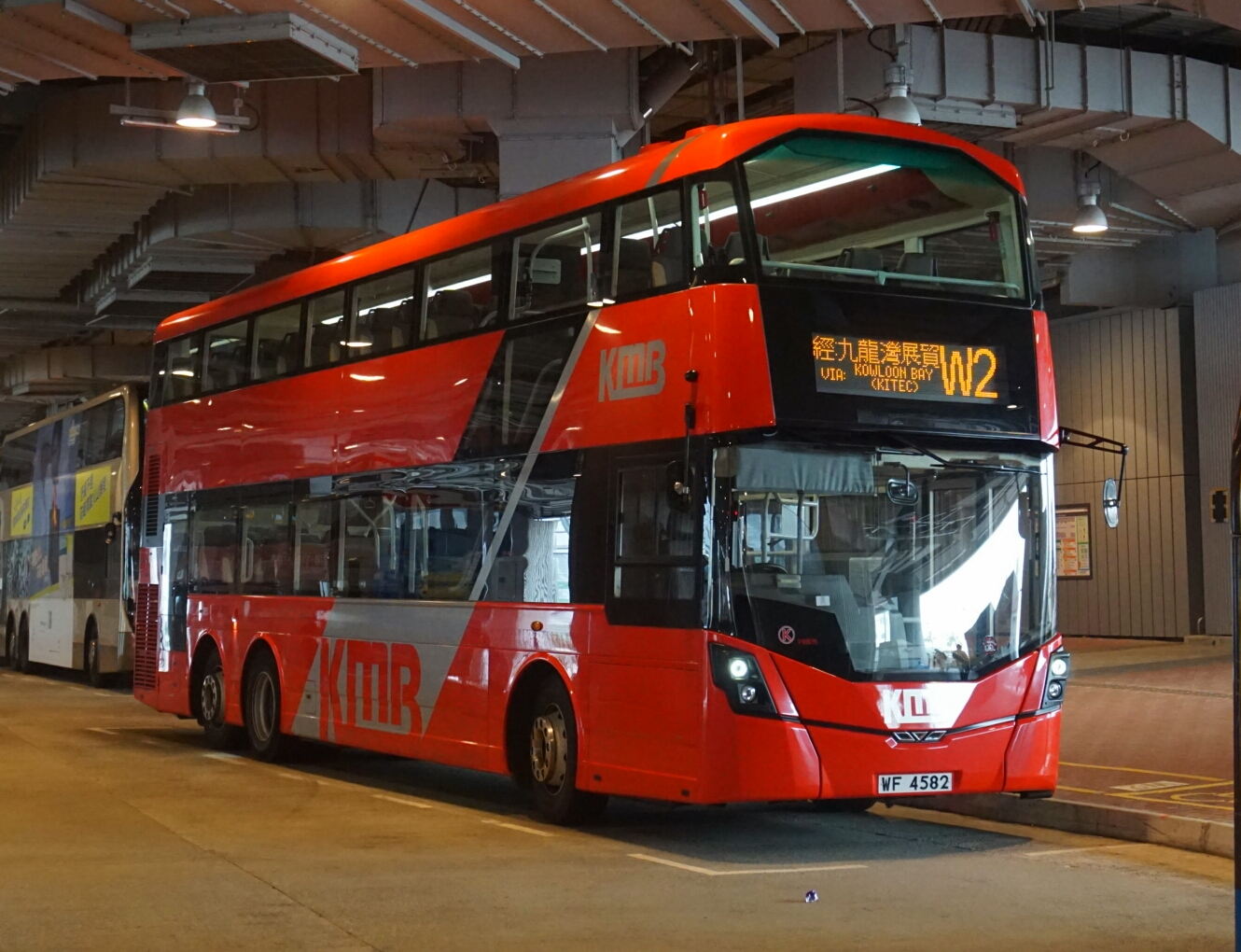
W2線以西九龍站巴士總站為總站

### 書籍
- 龔家豪. . 新尚線. 2019: 134-139. ISBN 9789887862246.

### 其他參考資料
1. 1 2 3 4 5  . 九龍巴士（一九三三）有限公司.   [2023-08-30]. （原始内容存档于2023-08-31） （中文（香港））.
2. ↑  . 明報. 2017-12-07  [2022-09-25]. （原始内容存档于2022-09-25） （中文（香港））.
3. ↑  運輸署.  (PDF). 油尖旺區議會交通運輸及房屋事務委員會第93/2017號文件. 2017-12  [2022-09-25]. （原始内容存档 (PDF)于2022-09-25） （中文（香港））.
4. ↑  運輸署.  (PDF). 中西區區議會交通及運輸委員會文件第75/2018號. 2018-07-11  [2022-09-25]. （原始内容存档 (PDF)于2022-06-23） （中文（香港））.
5. ↑  . 九龍巴士（一九三三）有限公司. 2018-08-29  [2023-08-31]. （原始内容存档于2023-03-03） （中文（香港））.
6. ↑  . 九龍巴士（一九三三）有限公司. 2018-09-19  [2023-08-30]. （原始内容存档于2023-03-03） （中文（香港））.
7. ↑   (PDF). 運輸署. 2018-09-20  [2022-05-28]. （原始内容存档 (PDF)于2021-04-19） （中文（香港））.
8. ↑  . 文匯報. 2018-09-20  [2018-09-23]. （原始内容存档于2020-11-21） （中文（香港））.
9. ↑  . am730. 2018-09-11  [2018-09-23]. （原始内容存档于2020-11-22） （中文（香港））.
10. ↑  運輸署.  (PDF). 觀塘區議會屬下交通發展及運輸委員會文件第5/2019號. 2019-01: 5  [2023-09-01]. （原始内容存档 (PDF)于2022-06-23） （中文（香港））.
11. ↑  . 香港特別行政區政府新聞公報. 2020-01-28  [2022-05-20]. （原始内容存档于2020-06-29）.
12. ↑  . 九龍巴士（一九三三）有限公司. 2020-01-29  [2023-08-30]. （原始内容存档于2023-03-02） （中文（香港））.
13. ↑   (PDF). 九龍巴士（一九三三）有限公司.   [2023-08-30]. （原始内容存档 (PDF)于2020-11-21） （中文（香港））.
14. ↑  何富榮, 曾自鳴, 李偉峰, 朱子洛, 陳嘉朗, 李傲然, 朱慧芳, 陳梓維.  (PDF). 油尖旺區議會交通及運輸事務委員會第14/2020號文件.   [2023-09-02]. （原始内容存档 (PDF)于2023-09-02） （中文（香港））.
15. ↑  陳嘉朗.  (PDF). 油尖旺區議會交通及運輸事務委員會第19/2021號文件. 2021-03-01  [2023-09-02]. （原始内容存档 (PDF)于2023-09-02） （中文（香港））.
16. ↑   (PDF). 油尖旺區議會秘書處: 附件二. 2020-03-11  [2023-09-02]. （原始内容存档 (PDF)于2023-09-02） （中文（香港））.
17. ↑  九龍巴士（一九三三）有限公司.  (PDF). 油尖旺區議會交通及運輸事務委員會第19/2021號文件. 2021-03-12  [2023-09-02]. （原始内容存档 (PDF)于2023-09-02） （中文（香港））.
18. ↑   (PDF). 油尖旺區議會秘書處: 第11-12點. 2021-03  [2022-08-20]. （原始内容存档 (PDF)于2022-06-23） （中文（香港））.
19. ↑  市區重建局.  (PDF). 觀塘區議會屬下交通發展及運輸委員會文件第23/2020號. 2020-11: 17  [2023-09-01]. （原始内容存档 (PDF)于2022-05-23） （中文（香港））.
20. ↑  市區重建局.  (PDF). 觀塘區議會秘書處. 2020-11: 第10.3點  [2023-09-01]. （原始内容存档 (PDF)于2023-09-01） （中文（香港））.
21. ↑  . 運輸署. 2021-03-29  [2022-05-31]. （原始内容存档于2021-04-11）.
22. ↑  . 九龍巴士（一九三三）有限公司. 2021-03-30  [2023-09-02]. （原始内容存档于2023-05-31） （中文（香港））.
23. ↑  運輸署.  (PDF). 葵青區議會交通及運輸(傳閱)文件第49/2022號. 2022-11  [2023-09-01]. （原始内容存档 (PDF)于2023-07-05） （中文（香港））.
24. 1 2  運輸署.  (PDF). 觀塘區議會屬下交通發展及運輸委員會文件第1/2023號. 2023-01  [2023-09-01]. （原始内容存档 (PDF)于2023-01-15） （中文（香港））.
25. 1 2   (PDF). 運輸署.   [2023-01-10]. （原始内容存档 (PDF)于2023-01-10） （中文（香港））.
26. ↑  . 九龍巴士（一九三三）有限公司. 2023-01-11  [2023-01-11]. （原始内容存档于2023-01-11） （中文（香港））.
27. ↑  . am730. 2023-01-11  [2023-08-31]. （原始内容存档于2023-08-31） （中文（香港））.
28. ↑  . 巴士的報. 2023-01-11  [2023-08-31]. （原始内容存档于2023-08-31） （中文（香港））.
29. ↑  . 香港商報. 2023-01-12  [2023-08-31]. （原始内容存档于2023-08-31） （中文（香港））.
30. ↑   (PDF). 九龍巴士（一九三三）有限公司. 2023-01  [2023-09-03]. （原始内容存档 (PDF)于2023-01-24） （中文（香港））.
31. ↑   (PDF). 九龍巴士（一九三三）有限公司. 2025-05 （中文（香港））.
32. 1 2  . 九龍巴士（一九三三）有限公司.   [2022-10-02]. （原始内容存档于2022-09-30）.
33. ↑  . 九龍巴士（一九三三）有限公司.   [2022-10-02]. （原始内容存档于2022-09-30）.
34. 1 2  . 九龍巴士（一九三三）有限公司.   [2022-10-02]. （原始内容存档于2022-10-02）.
35. ↑   (PDF). 九龍巴士（一九三三）有限公司.
36. ↑  龔家豪. . 新尚線. 2019: 134-139. ISBN 9789887862246.
37. ↑  陳自瑜. . 北嶺國際有限公司. 2021. ISBN 9789629200510.
38. ↑   (PDF). 立法會財務委員會. : 460  [2023-09-02]. （原始内容存档 (PDF)于2021-03-23） （中文（香港））.
39. ↑   (PDF). 立法會財務委員會. : 78-79  [2023-09-02]. （原始内容存档 (PDF)于2022-11-09） （中文（香港））.